# Sainte-Foy-la-Grande
Sainte-Foy-la-Grande (okcitansko Senta Fe la Granda) je naselje in občina v jugozahodnem francoskem departmaju Gironde regije Akvitanije. Leta 2009 je naselje imelo 2.544 prebivalcev.

## Geografija
Naselje leži v pokrajini Gujeni ob reki Dordogne, 68 km vzhodno od Bordeauxa.

## Uprava
Sainte-Foy-la-Grande je sedež istoimenskega kantona, v katerega so poleg njegove vključene še občine Caplong, Eynesse, Les Lèves-et-Thoumeyragues, Ligueux, Margueron, Pineuilh, Riocaud, La Roquille, Saint-André-et-Appelles, Saint-Avit-de-Soulège, Saint-Avit-Saint-Nazaire, Saint-Philippe-du-Seignal in Saint-Quentin-de-Caplong z 11.923 prebivalci.
Kanton Sainte-Foy-la-Grande je sestavni del okrožja Libourne.

## Zgodovina
Naselbina je bila ustanovljena kot srednjeveška bastida pod Alfonzom Poitierskim v letu 1255.

## Zanimivosti
Sainte-Foy-le-Grand je vmesna postaja romarske poti v Santiago de Compostelo, Via Lemovicensis.
- ostanki srednjeveškega obzidja,
- centralni trg z arkadami,
- cerkev Notre-Dame de Sainte-Foy.

## Pobratena mesta
- Berthierville (Québec, Kanada);